# Фінал Кубка Футбольної ліги 1965
Фінал Кубка Футбольної ліги 1965 — фінальні матчі розіграшу Кубка Футбольної ліги 1964—1965, 5-го розіграшу Кубка Футбольної ліги. У матчах, що відбулися 15 березня і 5 квітня 1965 року, зіграли «Челсі» та «Лестер Сіті».
| Володар Кубка Футбольної ліги 1965 |
| ---------------------------------- |
|                                    |
| «Челсі» 1-й титул                  |

## Шлях до фіналу
| Челсі          | Челсі                                   | Раунд                           | Лестер Сіті       | Лестер Сіті                             |
| -------------- | --------------------------------------- | ------------------------------- | ----------------- | --------------------------------------- |
| Суперник       | Результат                               | Кубок Футбольної ліги 1964—1965 | Суперник          | Результат                               |
| Бірмінгем Сіті | 3-0 на виїзді                           | 1/32 фіналу                     | Пітерборо Юнайтед | 0-0 вдома, 2-0 на виїзді (перегравання) |
| Ноттс Каунті   | 4-0 вдома                               | 1/16 фіналу                     | Грімсбі Таун      | 5-0 на виїзді                           |
| Свонсі Сіті    | 3-2 вдома                               | 1/8 фіналу                      | Крістал Пелес     | 0-0 вдома, 2-1 на виїзді (перегравання) |
| Воркінгтон     | 2-2 на виїзді, 1-0 вдома (перегравання) | 1/4 фіналу                      | Ковентрі Сіті     | 8-1 на виїзді                           |
| Астон Вілла    | 3-2 на виїзді, 1-1 вдома                | 1/2 фіналу                      | Плімут Аргайл     | 3-2 вдома, 1-0 на виїзді                |

## Деталі

### Перший матч
| 15 березня 1965 |

| Челсі                                         | 3:2 | Лестер Сіті              |
| --------------------------------------------- | --- | ------------------------ |
| Темблінг 33' Венейблз 70' (пен.) Маккріді 81' |     | Гудфеллоу 46' Еплтон 75' |

| Стемфорд Бридж, Лондон Глядачів: 20 690 Арбітр: Джим Фінні |

|                  |  |                    |  |
|                  |  |                    |  |
| В                |  | Пітер Бонетті      |  |
| З                |  | Марвін Гінтон      |  |
| З                |  | Рон Гарріс         |  |
| З                |  | Едді Маккріді      |  |
| ПЗ               |  | Джон Голлінс       |  |
| ПЗ               |  | Аллан Янг          |  |
| ПЗ               |  | Джон Бойл          |  |
| ПЗ               |  | Берт Маррей        |  |
| ПЗ               |  | Террі Венейблз (к) |  |
| Н                |  | Джордж Грем        |  |
| Н                |  | Боббі Темблінг     |  |
| Головний тренер: |  |                    |  |
| Томмі Дохерті    |  |                    |  |

|                  |  |                  |  |
|                  |  |                  |  |
| В                |  | Гордон Бенкс     |  |
| З                |  | Джон Сйоберг     |  |
| З                |  | Річі Норман      |  |
| З                |  | Лен Чалмерс      |  |
| З                |  | Іан Кінг         |  |
| ПЗ               |  | Колін Еплтон (к) |  |
| ПЗ               |  | Грем Кросс       |  |
| ПЗ               |  | Джиммі Гудфеллоу |  |
| ПЗ               |  | Том Свіні        |  |
| Н                |  | Біллі Ходжсон    |  |
| Н                |  | Дейв Гібсон      |  |
| Головний тренер: |  |                  |  |
| Метт Гілліс      |  |                  |  |

### Повторний матч
| 5 квітня 1965 |

| Лестер Сіті | 0:0 | Челсі |
| ----------- | --- | ----- |
|             |     |       |

| Філберт Стріт, Лестер Глядачів: 26 957 Арбітр: Кевін Гоулі |

|                  |  |                   |  |
|                  |  |                   |  |
| В                |  | Гордон Бенкс      |  |
| З                |  | Клайв Волкер      |  |
| З                |  | Річі Норман       |  |
| З                |  | Джон Сйоберг      |  |
| ПЗ               |  | Боббі Робертс     |  |
| ПЗ               |  | Колін Еплтон (к)  |  |
| ПЗ               |  | Грем Кросс        |  |
| ПЗ               |  | Джиммі Гудфеллоу  |  |
| Н                |  | Біллі Ходжсон     |  |
| Н                |  | Дейв Гібсон       |  |
| Н                |  | Майк Спрінгфеллоу |  |
| Головний тренер: |  |                   |  |
| Метт Гілліс      |  |                   |  |

|                  |  |                    |  |
|                  |  |                    |  |
| В                |  | Пітер Бонетті      |  |
| З                |  | Марвін Гінтон      |  |
| З                |  | Едді Маккріді      |  |
| З                |  | Рон Гарріс         |  |
| З                |  | Джон Мортімор      |  |
| З                |  | Френк Аптон        |  |
| ПЗ               |  | Джон Бойл          |  |
| ПЗ               |  | Берт Маррей        |  |
| ПЗ               |  | Террі Венейблз (к) |  |
| Н                |  | Баррі Бріджс       |  |
| Н                |  | Боббі Темблінг     |  |
| Головний тренер: |  |                    |  |
| Томмі Дохерті    |  |                    |  |